# Тампль (станция метро)
Тампль (фр. Temple) — станция линии 3 Парижского метрополитена, расположенная в III округе. Названа по одноимённым улице (фр. Rue du Temple) и площади, образовавшейся после сноса крепости Тампль. Рядом же располагаются Карро-дю-Тампль и мэрия III округа.

## История
- Станция открылась 19 октября 1904 года в составе первого пускового участка линии 3 Вилье — Пер-Лашез.
- Пассажиропоток по станции по входу в 2011 году, по данным RATP, составил 1 268 036 человек[2]. В 2013 году этот показатель снизился до 1 207 453 пассажиров (287 место по уровню входного пассажиропотока в Парижском метро)[3]

## Галерея

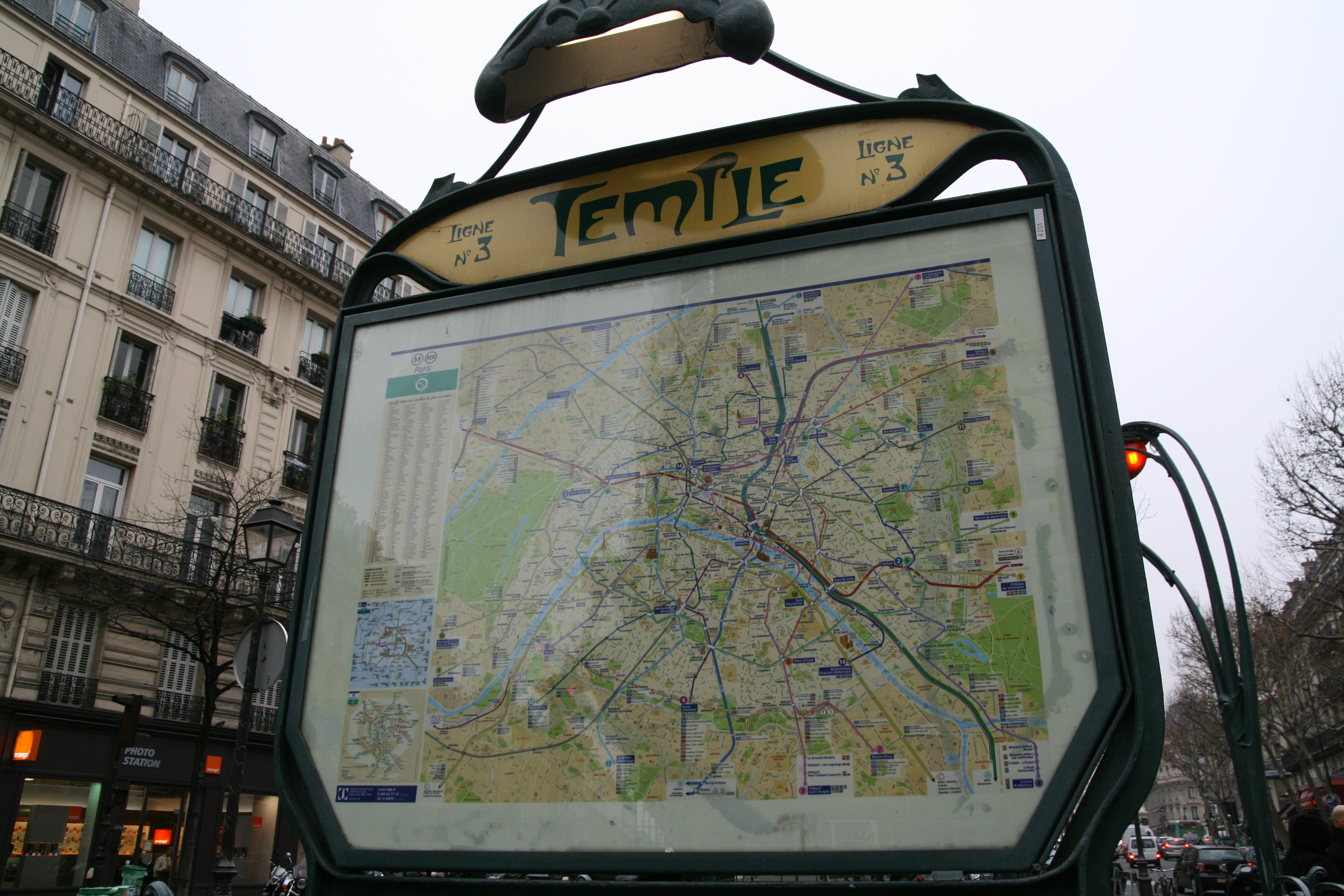
Вывеска входа, оформленная в стиле Эктора Гимара